# Eleição municipal de Betim em 2016
A eleição municipal em Betim em 2016 foi realizada em 2 de outubro para eleger o prefeito (e seu respectivo vice-prefeito) e vereadores dessa cidade localizada na região metropolitana de Belo Horizonte, no estado de Minas Gerais (MG). O prefeito eleito foi Vittorio Medioli, do Partido Humanista da Solidariedade (PHS) no primeiro turno, com 61,41% (119.750 votos válidos). Venceu no primeiro turno, onde disputava o cargo com 9 outros candidatos.
O PHS venceu em 36 cidades ficando no 18º lugar na colocação de partidos com maior número de prefeituras nas eleições de 2016.
Em relação aos vereadores, foram 23 eleitos de 533 candidatos ao cargo. Apenas oito dos candidatos eleitos pertencem a coligação do prefeito.

## Antecedentes
Na eleição municipal de 2012, a cidade de Betim reelegeu o prefeito Carlaile Pedrosa (PSDB) com 68,9% dos votos válidos (135.797 votos), onde a composição da coligação repete dois partidos da coligação do prefeito eleito em 2016 (como DEM e PV). Ele já havia sido prefeito da cidade na eleição de 2000 e 2008. Carlaile sofreu denúncia sobre compra de votos em 2012, a ação foi movida pela candidata do PT  e prefeita do município na época, Maria do Carmo. Mesmo com a denúncia, ele não renunciou.
O candidato sofreu um AVC no dia 21 de dezembro de 2015 e só apareceu 29 dias depois de sua candidatura. Alguns decretos foram publicados sem a assinatura dele, e portanto, foram anulados. Ele foi o prefeito mais bem votado e, paradoxalmente, o prefeito com maior índice de desaprovamento, 77,2 % dos entrevistados

## Eleitorado
Na eleição de 2016, estiveram aptos a votar 278.000 eleitores (8% a mais do que no eleitorado para candidatos a prefeito e vereadores no ano de 2012). Houve 773 seções apuradas e 236.007 votos totais, onde 82,1% foram de votos válidos (194.267 votos); 11,55% de votos nulos (27.254 votos); 6,14% de votos brancos e 15,18% de abstenções (42.226 votos).

## Campanha
Os maiores apontamentos pelos candidatos e futuros desafios estão nos setores da Saúde e Educação, já que o governo de Carlaile decretou calamidade financeira, que prejudicou ainda mais os setores já afetados antes da crise financeira e administrativa, tornando-se estes também um dos desafios da futura gestão.

## Pesquisas
Desde 1993, a prefeitura da cidade de Betim vive numa alternância entre dois partidos: PT e PSDB. Na disputa para o cargo, as pesquisas já apontavam favoritismo ao candidato Vittório Medioli, seguido pelo Ivair Nogueira (PMDB), Welinton Sapão era vereador da cidade e entrou na disputa para a prefeitura, ficando em terceiro lugar nas pesquisas.

## Candidatos e Resultados

### Prefeito
Em 2016, 11 pessoas se candidataram para o cargo de prefeito de Betim, apenas uma candidata era mulher e ela foi a menos votada, a candidata Dorinha do Partido Socialista dos Trabalhadores Unificado, o PSTU.
| Candidato(a)            | Vice                      | Partido | Número | Coligação                                                                         | 1º Turno 2 de outubro de 2016 | 1º Turno 2 de outubro de 2016 |
| Candidato(a)            | Vice                      | Partido | Número | Coligação                                                                         | Votação                       | Votação                       |
| Candidato(a)            | Vice                      | Partido | Número | Coligação                                                                         | Total                         | Porcentagem                   |
| ----------------------- | ------------------------- | ------- | ------ | --------------------------------------------------------------------------------- | ----------------------------- | ----------------------------- |
| Vittorio Medioli (PHS)  | Dr. Vinícius              | PHS     | 31     | "Bem de Betim" (PP/DEM/PTN/PR/PHS/PMN/PV/PMB/PTC/PSDB/PC do B/PT do B/PRB/SD/PSD) | 119,750                       | 61.64%                        |
| Ivair Nogueira do Pinho | Dr Adão                   | PMDB    | 15     | "Compromisso com Betim" (PDT / PTB / PMDB / PROS)                                 | 30,001                        | 15.44%                        |
| Welinton Sapao          | Renato Ti-Rei             | PPS     | 23     | "PPS"                                                                             | 16,393                        | 8.44%                         |
| Eutarir Santos          | Lora Professora           | PT      | 13     | "PT"                                                                              | 12,098                        | 6.23%                         |
| Wenceslau Moura         | Professor Leco            | PSB     | 40     | "Acorda Betim" (REDE / PSB / PEN)                                                 | 6,788                         | 3.49%                         |
| Beto do Depósito        | Alex Couto                | PSDC    | 27     | "Com a Força do Povo" (PSDC / PPL)                                                | 3,612                         | 1.86%                         |
| Erasmo Carlos           | Professora Cristian Kelly | PSC     | 20     | "PSC"                                                                             | 2,428                         | 1.25%                         |
| Fernando Mendonça       | Wagner Gonçalves          | PSL     | 17     | "PSL"                                                                             | 1,248                         | 0.64%                         |
| Wilson de Sousa         | Alessandro Augusto        | PSOL    | 50     | "PSOL"                                                                            | 741                           | 0.38%                         |
| Zulu                    | Warlen Nunes              | PCB     | 21     | "PCB"                                                                             | 606                           | 0.31%                         |
| Dorinha                 | Alcides                   | PSTU    | 16     | "PSTU"                                                                            | 602                           | 0.31%                         |

| Votos válidos   | Votos válidos   | 194.267 | 82,31% |
| Votos nulos     | Votos nulos     | 27.254  | 11,55% |
| Votos em branco | Votos em branco | 14.486  | 6,14%  |
| --------------- | --------------- | ------- | ------ |

### Vereadores
Na eleição municipal de 2016, a cidade teve 533 candidatos a vereador. De 23 candidatos eleitos, apenas 3 são mulheres(a mais bem votada ficou em 5º lugar: Bianca do Marcão, PPL; além da Ciene do Pinduca, PP; e Elza São Caetano, PP). O vereador mais votado foi Ricardo Lana, do PPS (1,75%).
O partido com maior número de candidatos eleitos (três candidatos por partido) são: PPS, PHS e PDT; partidos com dois candidatos eleitos são: PMDB, PV, DEM, PP e PTB; os outros partidos elegeram apenas um candidato: PSD, PPL, PCdoB e PT. O número de vereadores que pertencem a mesma coligação do prefeito são 11, não sendo maioria na Câmara Municipal de Betim. Dos 23 eleitos, seis  foram reeleitos (Klebinho - PSD; Adélio - PDT; Leo Contador - DEM; Carlim do Amigão - PTB; Tiago - PCdoB e Eliseu - PTB), sendo que dois mudaram de partido (Klebinho em 2012 fazia parte do PTB e Carlim fazia parte do DEM).
| Vereadores eleitos para a Câmara Municipal de Betim em 2016 | Vereadores eleitos para a Câmara Municipal de Betim em 2016 | Vereadores eleitos para a Câmara Municipal de Betim em 2016 | Vereadores eleitos para a Câmara Municipal de Betim em 2016 | Vereadores eleitos para a Câmara Municipal de Betim em 2016 | Vereadores eleitos para a Câmara Municipal de Betim em 2016 |
| Candidato                                                   | Número                                                      | Partido                                                     | Votos                                                       | Porcentagem                                                 |                                                             |
| ----------------------------------------------------------- | ----------------------------------------------------------- | ----------------------------------------------------------- | ----------------------------------------------------------- | ----------------------------------------------------------- | ----------------------------------------------------------- |
| Ricardo Lana                                                | 23444                                                       | PPS                                                         | 3,664                                                       | 1,75%                                                       |                                                             |
| Paulo Tekim                                                 | 15555                                                       | PMDB                                                        | 2,894                                                       | 1,38%                                                       |                                                             |
| Roberto da Quadra                                           | 31333                                                       | PHS                                                         | 2,833                                                       | 1,35%                                                       |                                                             |
| Klebinho Rezende                                            | 55123                                                       | PSD                                                         | 2,607                                                       | 1,25%                                                       |                                                             |
| Bianca do Marcão                                            | 54123                                                       | PPL                                                         | 2,533                                                       | 1,21%                                                       |                                                             |
| Adélio Carlos                                               | 12000                                                       | PDT                                                         | 2,483                                                       | 1,19%                                                       |                                                             |
| Palmerinho                                                  | 43000                                                       | PV                                                          | 2,436                                                       | 1,16%                                                       |                                                             |
| Leo Contador                                                | 25789                                                       | DEM                                                         | 2,325                                                       | 1,11%                                                       |                                                             |
| Ciene do Pinduca                                            | 11456                                                       | PP                                                          | 2,198                                                       | 1,05%                                                       |                                                             |
| Claudinho                                                   | 25055                                                       | DEM                                                         | 2,186                                                       | 1,04%                                                       |                                                             |
| Lindoar                                                     | 31789                                                       | PHS                                                         | 2,174                                                       | 1,04%                                                       |                                                             |
| Carlim do Amigão                                            | 14678                                                       | PTB                                                         | 2,157                                                       | 1,03%                                                       |                                                             |
| Tiago Santana                                               | 65653                                                       | PCdoB                                                       | 2,082                                                       | 0,99%                                                       |                                                             |
| Daniel Costa                                                | 13500                                                       | PT                                                          | 2.055                                                       | 0,98%                                                       |                                                             |
| Elza São Caetano                                            | 11112                                                       | PP                                                          | 1.967                                                       | 0,94%                                                       |                                                             |
| Gilson da Auto Escola                                       | 23777                                                       | PPS                                                         | 1.940                                                       | 0,93%                                                       |                                                             |
| Eliseu Xavier                                               | 14620                                                       | PTB                                                         | 1.901                                                       | 0,91%                                                       |                                                             |
| Luiz Conexão                                                | 12123                                                       | PDT                                                         | 1.864                                                       | 0,89%                                                       |                                                             |
| Marcelino do Sindicato                                      | 15222                                                       | PMDB                                                        | 1.826                                                       | 0,87%                                                       |                                                             |
| Gilson Baeta                                                | 12127                                                       | PDT                                                         | 1.784                                                       | 0,85%                                                       |                                                             |
| Elias Araújo                                                | 43456                                                       | PV                                                          | 1.675                                                       | 0,80%                                                       |                                                             |
| Paulinho Vicentino                                          | 23700                                                       | PPS                                                         | 1.659                                                       | 0,79%                                                       |                                                             |
| Layon Silva                                                 | 31007                                                       | PHS                                                         | 1.618                                                       | 0,77%                                                       |                                                             |

| Votos válidos   | Votos válidos   | 209.289 | 88,68% |
| Votos nulos     | Votos nulos     | 16.403  | 6,95%  |
| Votos em branco | Votos em branco | 10.315  | 4,37%  |
| --------------- | --------------- | ------- | ------ |

## Análises
Betim foi a cidade com maior número de candidatos a prefeitura de Betim desde a redemocratização do Brasil, foram onze no total.
O prefeito eleito Vittorio Miedioli venceu com uma grande diferença na porcentagem (61,64%, enquanto o segundo colocado teve 15,44% das intenções de voto).Vittório é italiano e, de acordo com um levantamento feito pelo G1, o empresário é o prefeito mais rico do Brasil. A cidade de Betim é conhecida por ser um importante polo petroquímico e automotivo, além de ter empresas importantes nos setores de metalurgia, logística, serviços e mecânica; o novo prefeito tem empresas que atuam nesses setores como fabricação de autopeças, siderurgia, produção de etanol e açúcar, além de outras em seu nome. Ele foi o único doador para sua campanha a prefeitura.